# Globipes schultzei
Globipes schultzei is een hooiwagen uit de familie Globipedidae.